# 배틀스타 갈락티카 (2003년 드라마)
《배틀스타 갈락티카 미니시리즈》는 로널드 D. 무어 각본, 마이클 라이머 감독의 TV 미니시리즈이다. 오리지널 배틀스타 갈락티카 시리즈 리메이크의 첫 번째 작품이며 이후 방송된 배틀스타 갈락티카 본편의 파일럿 프로그램이기도 하다. (이 때문에 미니시리즈 대신 시즌 0으로 부르기도 한다.) 미국 Sci-Fi 채널을 통해 2003년 12월 8일과 9일 이틀간 방송되었으며 각각 390만명, 450만명의 시청자 수를 기록했다. 이는 지금까지 Sci-Fi 채널에서 방송된 미니시리즈 중 역대 3번째에 해당하는 기록이다.

## 줄거리
제 1차 사일런 전쟁 이후 40년간의 휴전 협정을 깨트린 사일런들은 인류가 살고있는 12 콜로니 행성에 대한 대대적인 기습 핵 공격을 감행한다. 인류가 갖고있던 대부분의 방어 시스템은 국방성 컴퓨터 네트워크에 있던 악성코드에 의해 모두 감염되어 파괴되거나 쓸모없게 되었다. 결국 행성 위에 존재했던 대부분의 문명과 인류는 말살당한다. 이 악성코드는 인간의 모습을 하고있는 사일런 6호에 의해 퍼져나가게 되었는데, 이를 위해 명망높은 과학자이자 국방부 연구원이였던 가이우스 발타 박사를 이용, 그로부터 국방부 네트워크에 접근할 수 있는 접속코드를 얻게 된다.
전쟁 초기에 만들어졌던 낡은 우주 전함 배틀스타 갈락티카호는 퇴역식을 앞두고 박물관으로 사용하기 위해 내부 개조가 진행 중이였다. 사일런의 대대적인 공격 이후에도 이 배는 컴퓨터 네트워크가 갖춰져 있지 않은 덕분에 아무런 영향을 받지 않았다. 사령관 윌리엄 아다마는 남아있는 소수의 민간인 선단에 대한 지휘를 맡고, 보급을 위해 군사 기지인 라그나 정거장으로 집결할 것을 명령한다.
사일런 공격 후 12 콜로니 정부의 대다수 고위 관료가 사망한다. 교육부 장관 로라 로슬린은 상위 권한 계승자가 모두 사망하자 권한 대행으로 대통령 직에 오른다. 그가 타고있던 여객선인 콜로니얼 헤비 798호의 짐칸은 피난민을 구조하기 위한 공간으로 바뀐다.
한편 사일런 레이더와 콜로니얼 바이퍼 편대와의 첫 번째 교전이 벌어진다. 그러나 단 두대의 레이더에서 발사된 전파 교란으로 모든 바이퍼의 전원이 차단되고 무기력한 패배를 당한다. 가까스로 전장을 빠져나온 콜로니얼 랩터는 사일런 함대의 눈을 피해 카프리카 표면에 착륙한다. 두 명의 승무원 샤론 발레리 (콜사인 "부머)와 칼 아가톤 (콜사인 "힐로")은 착륙한 랩터를 보고 달려든 생존자들 중에서 추첨을 통해 탑승자를 선발하려 한다. 힐로는 생존자 무리 중 발타 박사를 발견하고 이미 정원이 찬 랩터에 태우기 위해 본인의 자리를 내어준다. 결국 힐로는 카프리카 행성에 남고 부머와 민간인 생존자들은 갈락티카 호로 귀환한다.
로슬린은 남아있는 모든 민간인 선단을 이끌고 라그나 정거장으로 향하려 하지만 사일런의 기습 공격을 받는다. 로슬린은 많은 생존자들을 버려야 하는 상황에 놓이게 되고, FTL 엔진이 장착된 함선만이 라그나 정거장으로 점프해 살아남게 된다. 라그나에서 아다마는 사일런들이 인간과 똑같은 형태를 띠는 새로운 기술을 개발했음을 알게 된다.
발타가 아직 사일런에게 매수당했다는 사실을 모르는 로슬린은 그를 중요한 조력자로 지목한다. 6호는 발타에게 그가 자고있는 동안 뇌에 마이크로 칩을 넣었으며 이로 인해 6호의 모습과 목소리를 환상과 환청의 형태로 들을 수 있게 되었다고 알려준다. 6호의 제안에 따라 발타는 선단 기자로 행세한 아론 도랄이 변장한 사일런이라는 사실을 알린다. 비록 아무런 증거도 없었고 본인의 저항도 있었지만 갈락티카 호는 도랄을 라그나 정거장에 남겨두고 떠난다.
사일런 함대가 라그나의 선단을 공격하기 시작하고, 민간인 선단은 갈락티카 호의 엄호를 받으며 은하계 바깥으로 점프해 도망친다. 아다마는 휘하 병사들에게 전설로 전해내려오는 13번째 행성인 "지구"를 찾아 새로운 안식처로 삼게 해 줄 것임을 약속한다. 그러나 로슬린은 아다마에게 그의 말이 병사들의 사기 진작을 위한 단순한 술책에 불과할 뿐이며, 그 또한 지구의 위치를 모르고 있음을 확신한다
아다마는 그의 집무실에서 "12가지 모델의 사일런이 존재한다(There are only 12 Cylon models)"는 알 수 없는 전문을 받는다. 라그나에서는 휴머노이드 사일런들이 도랄을 잧아낸다. 마지막 장면에서 부머가 나타남으로서 그가 사일런임을, 그리고 갈락티카 호에 탑승한 부머 또한 사일런임을 드러낸다.

## 출연진
| 배우                   | 역할                                 | 참고                                                                |
| ---------------------- | ------------------------------------ | ------------------------------------------------------------------- |
| 에드워드 제임스 올모스 | 윌리엄 아다마 사령관                 | 12 콜로니의 파괴 이후 선단의 지휘자 배틀스타 "갈락티카" 호의 사령관 |
| 메리 맥도널            | 로라 로슬린                          | 12 콜로니의 파괴 이후 대통령                                        |
| 케이티 새코프          | 카라 트레이스 중위 - 콜사인 "스타벅" | 콜로니얼 바이퍼 조종사                                              |
| 제이미 뱀버            | 리 아다마 소령 - 콜사인 "아폴로"     | 콜로니얼 바이퍼 조종사                                              |
| 제임스 캘리스          | 가이우스 발타 박사                   | 과학자, 국방부 연구원                                               |
| 트리샤 헬퍼            | 6호                                  | 사일런                                                              |
| 캘럼 키스 레니         | 레오반 코노이                        | 사일런                                                              |
| 그레이스 박            | 샤론 발레리 중위 - 콜사인 "부머"     | 콜로니얼 랩터 조종사                                                |
| 마이클 호건            | 사울 타이 대령                       | 배틀스타 "갈락티카" 호의 부함장                                     |
| 매슈 베넷              | 아론 도랄                            | 사일런                                                              |
| 폴 캠벨                | 빌리 케이케야                        | 로슬린 대통령의 비서                                                |
| 에런 더글러스          | 갤런 티롤 갑판장                     | 바이퍼와 랩터의 유지 보수 및 정비 담당                              |
| 로레나 게일            | 엘로샤                               | 여사제                                                              |
| 캔디스 매클루어        | 아나스타샤 듀알라 하사 - 콜사인 "디" | 배틀스타 "갈락티카" 호의 통신병                                     |
| 코너 위도스            | 박시                                 | 카프리카 대학살에서 살아남은 어린 소년                              |
| 알레산드로 줄리아니    | 펠릭스 게이타 중위                   | 배틀스타 "갈락티카" 호의 전술 참모                                  |
| 니키 클라인            | 캘리 기술병                          | 티롤 갑판장 휘아의 바이퍼 및 랩터 수리병                            |
| 타모 페니킷            | 칼 아가톤 중위 - 콜사인 "힐로"       | ECM 담당 병사                                                       |
| 알론소 오야준          | 소시누스                             |                                                                     |
| 타이 올슨              | 아론 켈리                            |                                                                     |
| 리마리 나달            | 지아나                               |                                                                     |

## 제작

### 개발
톰 드산토, 브라이언 싱어 그리고 원작에서 주연으로 출연한 리처드 해치 등이 1978년 배틀스타 갈락티카의 이야기를 리메이크 하거나 이어나가려 했으나 이 중 어느것도 제작 단계에서 반영되지 않았다. 해치는 원 제작자인 글렌 A. 라슨으로부터 배틀스타 갈락티카의 판권을 사들이려 했으나 실패하고 대신 그가 제작한 만화 시리즈를 발간한다. 심지어 만화 속 이야기를 기반으로 한 《배틀스타 갈락티카: 세컨드 커밍》이란 제목의 예고편을 제작하기도 했다. 배우들의 행동 양식 등은 많은 부분에서 《갈락티카 1980》에 등장했으나 제대로 사용되지 않았던 컨셉 등을 기반으로 하고 있다. 저작권자인 유니버설 픽처스는 후에 후속편 대신 리메이크를 제안했고, 그러면서 촬영장소도 로스앤젤레스에서 그레이터 벤쿠버로 옮겨지게 되었다.

### 촬영
미니시리즈에 사용된 특수효과는 《파이어플라이》등에 참여했던 조이크 스튜디오에서 제작했다. 기본적인 촬영은 브리티시 콜럼비아 주의 벤쿠버에서 진행됐다.

### 음악
미니시리즈의 OST 작곡은 거의 리처드 깁스가 담당했다. 여기서 사용된 많은 음악들은 2004년부터 시작된 시즌 1에서도 변형 및 변주되어 삽입되었다.

## 수상 및 후보지명

### 수상
- 2003 비주얼 이펙트 소사이어티 어워드 – Outstanding Visual Effects in a Television Miniseries, Movie or a Special
- 2003 새턴 어워드 – Best Television Presentation

### 후보지명
- 2003 비주얼 이펙트 소사이어티 어워드 – Outstanding Compositing in a Televised Program, Music Video or Commercial
- 2003 비주얼 이펙트 소사이어티 어워드 – Outstanding Models and Miniatures in a Televised Program, Music Video or Commercial
- 2004 에미상 – Outstanding Single-Camera Picture Editing for a Miniseries, Movie or a Special Miniseries, Night 1)
- 2004 에미상 – Outstanding Sound Editing for a Miniseries, Movie or a Special (미니시리즈, 파트 2)
- 2004 에미상 – Outstanding Special Visual Effects for a Miniseries, Movie or a Special (미니시리즈, 파트 1)
- 2003 새턴 어워드 – Best Supporting Actress on Television, 케이티 색호프